# Lijst van voetbalinterlands Samoa - Tahiti
Deze lijst van voetbalinterlands is een overzicht van alle officiële voetbalwedstrijden tussen de nationale teams van Samoa en Tahiti. De landen speelden tot op heden acht keer tegen elkaar. De eerste wedstrijd was een groepswedstrijd tijdens de Polynesië Cup 1994 op 28 november 1994 in Apia. Het laatste duel, een kwalificatiewedstrijd voor het Wereldkampioenschap voetbal 2026, werd gespeeld in Hamilton (Nieuw-Zeeland) op 15 november 2024.

## Wedstrijden
| № | Plaats       | Datum            | Competitie             | Wedstrijd      | Uitslag |
| - | ------------ | ---------------- | ---------------------- | -------------- | ------- |
| 1 | Apia         | 28 november 1994 | Polynesië Cup 1994     | Samoa – Tahiti | 0 – 7   |
| 2 | Rarotonga    | 5 september 1998 | Polynesië Cup 1998     | Tahiti – Samoa | 5 – 1   |
| 3 | Papeete      | 10 juni 2000     | Polynesië Cup 2000     | Tahiti – Samoa | 2 – 1   |
| 4 | Honiara      | 1 juni 2012      | WK 2014 kwalificatie   | Samoa – Tahiti | 1 – 10  |
| 5 | Port Moresby | 29 mei 2016      | WK 2018 kwalificatie   | Tahiti – Samoa | 4 – 0   |
| 6 | Honiara      | 27 november 2023 | Pacifische Spelen 2023 | Tahiti − Samoa | 2 − 1   |
| 7 | Suva         | 16 juni 2024     | OFC Nations Cup 2024   | Tahiti − Samoa | 2 − 0   |
| 8 | Hamilton     | 15 november 2024 | WK 2026 kwalificatie   | Samoa – Tahiti | 0 − 3   |

## Samenvatting
| Competitie        | Totaal gespeeld | Winst Samoa | Gelijk | Winst Tahiti | Doelsaldo Samoa – Tahiti |
| ----------------- | --------------- | ----------- | ------ | ------------ | ------------------------ |
| WK-kwalificatie   | 3               | 0           | 0      | 3            | 1 − 17                   |
| OFC Nations Cup   | 1               | 0           | 0      | 1            | 0 − 2                    |
| Polynesië Cup     | 3               | 0           | 0      | 3            | 2 − 14                   |
| Pacifische Spelen | 1               | 0           | 0      | 1            | 1 − 2                    |
| Totaal            | 8               | 0           | 0      | 8            | 4 − 35                   |

FFS · 
A-internationals · 
Samoaans vrouwenelftal
1989 – 1999 · 
2000 – 2009 · 
2010 – 2019 ·
2020 − 2029
Amerikaans-Samoa ·
Australië ·
Cookeilanden ·
Fiji ·
Nieuw-Caledonië ·
Nieuw-Zeeland ·
Papoea-Nieuw-Guinea ·
Salomonseilanden ·
Tahiti ·
Tonga ·
Vanuatu
FTF · 
A-internationals · 
Tahitiaans vrouwenelftal
1989 – 1999 · 
2000 – 2009 · 
2010 – 2019
Amerikaans-Samoa ·
Australië ·
Cookeilanden ·
Fiji ·
Nieuw-Caledonië ·
Nieuw-Zeeland ·
Nigeria ·
Papoea-Nieuw-Guinea ·
Salomonseilanden ·
Samoa ·
Spanje ·
Tonga ·
Uruguay ·
Vanuatu